# チャップリンの冒険
『チャップリンの冒険』（チャップリンのぼうけん、The Adventurer）は、チャーリー・チャップリンのミューチュアル社における12作目のサイレント映画。1917年公開。共演はエドナ・パーヴァイアンス 、エリック・キャンベル、ヘンリー・バーグマン、 アルバート・オースチン他。
チャップリンがミューチュアル社との契約で製作した最後の作品である。また、ミューチュアル社時代を通じての共演者であったエリック･キャンベルが、1917年末に酒気帯び運転による自動車事故で死亡したため、これが最後の出演作となった。また、長年チャップリンの秘書として信望の厚かった日本人、高野虎市が運転手役で出演している（二日酔いで撮影所に出られなくなった役者の代役として出演。しかし、映画を見た妻のイサミから「御先祖様に合わせる顔がない」と言われ、映画出演はこれきりになった）。

## あらすじ
「（チャップリン扮する）脱獄囚が、刑務所の看守から逃亡中」という場面から始まる。崖を勢いよく駆け上がり海中へと逃亡を続け、偶然にも溺れかけている女性（エドナ）の命を救い、彼女の家に歓待される。だが、エドナに思いを寄せる男（キャンベル）は新聞に彼の顔写真が載っているのを発見！ 官憲に通報し、何としても捕まえさせようとする…。　

## キャスト
- 脱獄囚：チャーリー・チャップリン
- 令嬢：エドナ・パーヴァイアンス
- その婚約者：エリック・キャンベル
- エドナの父で判事：ヘンリー・バーグマン
- 執事：アルバート・オースチン
- 看守：フランク・J・コールマン
- 女性知事：フィリス・アレン
- エドナの母親：マルタ・ゴールデン
- 年寄りの男：ジェームズ・T・ケリー
- 運転手：高野虎市
- 客：ジョン・ランド、ロイヤル・アンダーウッド
- 警官：スタンリー・J・サンフォード
- レディ：メイ・ホワイト

### 日本語吹替
| 俳優                     | 日本語吹替 |
| ------------------------ | ---------- |
| チャールズ・チャップリン | 山寺宏一   |
| （ナレーター）           | 近石真介   |

- 初回放送2014年12月14日スター・チャンネル[2]

この作品はサイレント映画だが、チャップリンのデビュー100周年を記念し、日本チャップリン協会監修のもと、日本語吹替が製作された。